# Сафаров, Рубен Акопович
Рубе́н Ако́пович Сафа́ров (узб. Ruben Akopovich Safarov; арм. Ռուբեն Հակոբի Սաֆարով; 16 ноября 1930, Андижан, Узбекская ССР — 5 июля 2016, Ташкент, Узбекистан) — советский и узбекский учёный, писатель и журналист, действительный член Академии наук Республики Узбекистан, заслуженный работник культуры Узбекистана.

## Биография
Рубен Сафаров родился 16 ноября 1930 года в Андижане. После окончания средней школы поступил на юридический факультет МГУ, получив диплом юриста в 1953 году. 
В разное время работал: ревизором в управлении юстиции Андижанской области, заместителем редактора (1953—1964), редактором (1964—1972) газеты «Андижанская правда», заместителем заведующего отделом пропаганды ЦК КП Узбекистана  (1972—1979), первым заместителем председателя Государственного комитета по печати (1979—1988), главным редактором газеты «Правда Востока» (1988—1996). В 1996 году был назначен управляющим в компанию «Узкишлокмашхолдинг».
В 1963 году защитил кандидатскую диссертацию, в 1982 году докторскую диссертацию и получил степень доктора исторических наук. В 1983 году Сафарову было присвоено учёное звание профессор. 19 мая 2000 года он был избран действительным членом Академии наук Узбекистана. 
Рубен Сафаров скончался 5 июля 2016 года в Ташкенте.

## Творчество
Рубен Сафаров был известен как талантливый писатель-прозаик, он является автором популярных книг, написанных им в разных жанрах.
- «За большой хлопок» (Из опыта работы колхоза им. Тельмана, Андиж. производ. упр.) (1963)
- «Коммунистический труд на селе» (Из опыта работы Андиж. обл. парт. организации по руководству движением за коммунистич. труд на селе) / Р. Файзиев, Р. А. Сафаров (1965)
- «Шарафат бесстрашная» [Шарафатхон Каримова]: [Докум. повесть] / Р. А. Сафаров, Б. Я. Хасанов (1966)
- «Пресса Узбекистана в коммунистическом строительстве» / Р. Сафаров (1973)
- «Рабочая крепость» (Из истории Ташк. ордена Труд. Красного Знамени тепловозо-вагоноремонтного з-да им. Октябрьской революции. [1900-1975]) / Р. А. Сафаров, Ю. В. Ряженцев, Г. А. Крайнов (1975)
- «Партийное руководство средствами массовой информации» (Из опыта работы парт. орг. Узбекистана в период развитого социализма) / Р. А. Сафаров, 374 с., Ташкент Узбекистан 1979
- «Велено жить» — документальная повесть [О Н. Хакимове, В. Ершове] / Р. Сафаров, В. Шевченко
- «Полководец пролетарской армии» [О Ф. Энгельсе] / Р. А. Сафаров, 93 с., Ташкент Изд-во лит. и искусства 1982
- «Вечно живой» [О В. И. Ленине] / Р. А. Сафаров, 109 с., Ташкент Изд-во лит. и искусства 1982
- «Прометей» [О К. Марксе] / Р. А. Сафаров, 91 с., Ташкент Изд-во лит. и искусства 1982
- «Когда цветет акация» — повесть / Рубен Сафаров; [Худож. А. Сухарев], Ташкент Ёш гвардия 1984
- «Мостик над бездной» (1984)
- «Усто и эмир» — роман / Р. Сафаров; [Худож. И. Кириакиди], 430 с., Ташкент Изд-во лит. и искусства 1985
- «Судьба мастера» — Роман [О ганчкоре усто Ширине Мурадове] / Рубен Сафаров; [Худож. Г. Кадыров], 314 с., Ташкент Изд-во лит. и искусства 1987

## Награды и премии
- Медаль «Шухрат»
- Заслуженный работник культуры Республики Узбекистан[8]